# Skřemelice
Skřemelice (německy: Braunaubach) je pravostranný přítok Lužnice, pramení jižně od obce Klášter (východně od Nové Bystřice) v jižních Čechách. Délka toku činí 42 km. Povodí má rozlohu 292 km².

## Průběh toku
Od svého pramene v oblasti České Kanady teče jižním směrem, po necelých 3 km začíná tok tvořit hranici mezi Rakouskem a Českou republikou. Po dalších 2,5 km vstupuje na území Rakouska jako říčka Braunaubach a teče dále jižním směrem. U Aalfangu do něj ústí jeho největší přítok Romavský potok (Romaubach). Protéká městem Schrems a za ním se stáčí směrem k západu. Vlévá se do Lužnice v Gmündu.

## Vodní režim
Průměrný průtok v Hoheneichu na 3,5 říčním kilometru činí 2,2 m³/s.
Hlásný profil:
| místo     | říční km | plocha povodí | průměrný průtok (Qa) | stoletá voda (Q100) |
| --------- | -------- | ------------- | -------------------- | ------------------- |
| Hoheneich | 3,5      | 291,5 km²     | 2,2 m³/s             | 90,0 m³/s           |